# Coupe de France 1994/95
Der Wettbewerb um die Coupe de France in der Saison 1994/95 war die 78. Ausspielung des französischen Fußballpokals für Männermannschaften. In diesem Jahr meldeten 5.975 Vereine, darunter auch solche aus den überseeischen Besitzungen Frankreichs, von denen mit Saint-Louisienne aus Réunion eine sogar die erste landesweite Runde erreichte.
Titelverteidiger war die AJ Auxerre, die diesmal im Achtelfinale ausschied. Die Trophäe gewann Paris Saint-Germain FC, der damit bei seiner fünften Finalteilnahme seit 1982 zum vierten Mal erfolgreich war. Auch Endspielgegner Racing Club de Strasbourg stand in seinem fünften Finale; allerdings war den Elsässern der Gewinn der Coupe zuletzt 1966 gelungen.
Mit dem FC Saint-Leu und Stade Poitiers brachten es zwei Semiprofiteams aus der National 1 (dritte Liga) bis ins Achtelfinale; reine Amateurklubs waren dort nicht mehr vertreten, aber mit dem FC Saint-Lô, der AS Cherbourg und Stade Mont-de-Marsan standen drei viertklassige Mannschaften in der Runde der letzten 32 Teilnehmer. Aus der professionellen Division 2 waren sogar im Viertelfinale noch vier Teams vertreten, von denen Olympique Marseille, in dieser Saison in die zweite Liga strafversetzt, bis ins Halbfinale vordrang.
Nach den von den regionalen Untergliederungen des Landesverbands FFF organisierten Qualifikationsrunden griffen ab der Runde der letzten 64 Mannschaften auch die 20 Erstdivisionäre in den Wettbewerb ein. Die Paarungen und das Heimrecht wurden für jede Runde frei ausgelost; allerdings durften diejenigen Vereine ihre Partie automatisch vor eigenem Publikum austragen, die gegen einen mindestens zwei Klassen höher spielenden Gegner antraten. Bei unentschiedenem Spielstand nach Verlängerung kam es zu einem Elfmeterschießen.

## Zweiunddreißigstelfinale
Spiele zwischen 13. und 15. Januar 1995. Die Vereine der beiden professionellen Ligen sind mit D1 bzw. D2 bezeichnet, diejenigen der semiprofessionellen dritten Division mit D3; die landesweiten Amateurspielklassen firmieren als D4 und D5, die höchsten regionalen Amateurligen als DH bzw. PH („Division d’Honneur“ bzw. „Promotion d’Honneur“).
| - AS Cherbourg D4 – Stade Laval D2 3:1 - FC Sète D3 – OSC Lille D1 0:2 - ES Vitrolles D5 – RC Lens D1 0:1 - FC Saint-Leu D3 – FC Vaulx-en-Velin D4 3:0 - Red Star 93 D3 – Stade Poitiers D3 0:1 n. V. - FC Montauban D5 – AS Beauvais D2 1:2 - FC Pau D3 – OGC Nizza D1 1:2 - US Cagnes-sur-Mer DH – FC Mulhouse D2 1:3 - HSC Montpellier D1 – AS Saint-Étienne D1 2:0 - SM Caen D1 – Stade Saint-Brieuc D2 1:3 - La Vitréenne PH – AS Monaco D1 0:5 - FC Metz D1 – USL Dunkerque D2 2:0 - FC Martigues D1 – UC Le Mans D2 1:0 - FCUS Ambert D5 – AS Nancy D2 0:1 - FC Trélissac D4 – Olympique Lyon D1 0:4 - FC Saint-Lô D4 – Stade Brest D3 2:1 | - CS Louhans-Cuiseaux D3 – RC Strasbourg D1 3:4 - CS Château-Thierry D4 – Le Havre AC D1 0:2 - ES Wasquehal D4 – US Fécamp D3 0:0 n. V. (1:4 i. E.) - FC Rouen D3 – LB Châteauroux D2 0:0 n. V. (4:5 i. E.) - US Forbach D5 – Girondins Bordeaux D1 2:4 - Olympique Noisy-le-Sec D3 – AS Saint-Priest D4 2:0 n. V. - Cercle Dijon Football D3 – SC Bastia D2 0:1 n. V. - La Roche VF D3 – AJ Auxerre D1 0:2 - SC Schiltigheim D4 – CM Aubervilliers D3 0:3 - Voltigeurs Châteaubriant D5 – SCO Angers D2 1:1 n. V. (1:3 i. E.) - FC Sochaux D1 – Olympique Marseille D2 0:0 n. V. (4:5 i. E.) - Olympique Léodgarien Niort DH – Stade Mont-de-Marsan D4 1:3 - La Saint-Louisienne DH Réunion – AS Cannes D1 0:2 - Paris Saint-Germain D1 – Stade Rennes D1 3:1 n. V. - US Cluses-Scionzier D5 – FC Nantes D1 1:2 - CS Cheminots Thouars D3 – FC Vannes D3 0:0 n. V. (4:3 i. E.) |

## Sechzehntelfinale
Spiele zwischen 3. und 5. Februar 1995
| - AS Cherbourg D4 – AS Beauvais D2 1:3 - RC Strasbourg D1 – OSC Lille D1 1:0 - Stade Poitiers D3 – AS Monaco D1 2:1 - OGC Nizza D1 – Olympique Marseille D2 0:1 - FC Martigues D1 – Paris Saint-Germain D1 0:1 - AS Nancy D2 – Stade Saint-Brieuc D2 2:1 - Olympique Lyon D1 – SCO Angers D2 1:3 - SC Bastia D2 – AS Cannes D1 3:0 | - FC Saint-Leu D3 – FC Nantes D1 1:1 n. V. (4:2 i. E.) - US Fécamp D3 – LB Châteauroux D2 2:3 - Olympique Noisy-le-Sec D3 – FC Metz D1 2:2 n. V. (2:3 i. E.) - FC Saint-Lô D4 – FC Mulhouse D2 1:1 n. V. (2:4 i. E.) - AJ Auxerre D1 – RC Lens D1 0:0 n. V. (4:3 i. E.) - CM Aubervilliers D3 – HSC Montpellier D1 0:1 - Stade Mont-de-Marsan D4 – Girondins Bordeaux D1 1:2 - CS Cheminots Thouars D3 – Le Havre AC D1 1:2 |

## Achtelfinale
Spiele am 18. bzw. 21. Februar und 8. März (a) 1995
| - Olympique Marseille D2 – AS Beauvais D2 2:0 n. V. - Le Havre AC D1 – Paris Saint-Germain D1 0:0 n. V. (3:4 i. E.) - FC Saint-Leu D3 – RC Strasbourg D1 1:3 - LB Châteauroux D2 – Stade Poitiers D3 4:1 | - FC Mulhouse D2 – SCO Angers D2 1:0 - AJ Auxerre D1 – Girondins Bordeaux D1 1:2 - HSC Montpellier D1 – FC Metz D1 1:2 - SC Bastia D2 – AS Nancy D2 0:1 |

## Viertelfinale
Spiele am 17./18. März 1995
| - Olympique Marseille D2 – LB Châteauroux D2 2:0 - RC Strasbourg D1 – Girondins Bordeaux D1 2:0 n. V. | - FC Metz D1 – FC Mulhouse D2 2:0 - AS Nancy D2 – Paris Saint-Germain D1 0:2 |

## Halbfinale
Spiele am 11./12. April 1995
| - RC Strasbourg D1 – FC Metz D1 1:0 | - Paris Saint-Germain D1 – Olympique Marseille D2 2:0 |

## Finale
Spiel am 13. Mai 1995 im Pariser Prinzenparkstadion vor 46.698 Zuschauern
- Paris Saint-Germain – Racing Strasbourg 1:0 (0:0)

### Mannschaftsaufstellungen
Paris Saint-Germain: Bernard Lama – José Cobos (Francis Llacer, 10.), Antoine Kombouaré, Alain Roche , Patrick Colleter – Vincent Guérin, Daniel Bravo, Paul Le Guen, Raí (Pascal Nouma, 90.) – George Weah, David Ginola
Trainer: Luis Fernández
Racing Strasbourg: Alexander Vencel – Pascal Baills, David Régis, Frank Lebœuf, Yvon Pouliquen  – Martin Djetou, Franck Sauzée, Rémi Garde (Wilfried Gohel, 83.), Alexander Mostovoi – Marc Keller (Ali Bouafia, 72.), Xavier Gravelaine
Trainer: Jacques Duguépéroux, hatte Daniel Jeandupeux während der Saison abgelöst
Schiedsrichter: Philippe Leduc (Toulon)

### Tore
1:0 Le Guen (48.)

### Besondere Vorkommnisse
Bei Paris SG waren vom 1993er Finalsieg noch neun Spieler dabei; lediglich Cobos und Raí sowie die eingewechselten Llacer und Nouma gewannen die Coupe erstmals. Etliche diesjährige Gewinner konnten sogar mehr als „nur“ ihren zweiten Pokalsieg feiern: für Daniel Bravo (erstmals schon 1985 mit AS Monaco), Vincent Guérin (zuvor bereits 1990 mit HSC Montpellier), George Weah (1991 mit Monaco) und Trainer Luis Fernández (1982 und 1983 mit PSG, damals noch als Spieler) war es Titel Nummer Drei, für Alain Roche (1986 und 1987 mit Girondins Bordeaux) sogar schon der vierte.